# Фазаель
Фазаель (івр. פַצָאֵל‎, Faṣā'ēl; лат. Phasaelus; грец. Φασάηλος, Phasaelos, (* бл. 73 — † 40р. до н.е,) — син Антипатра, брат Ірода I Великого.
Фазаель народився у царстві Хасмонеїв в єврейській аристократичній родині едомського походження. Його батько, Антипатр Ідумеянин, був найближчим радником хасмонейського царя Гіркана II, а його мати Кіпрос була набатейською принцесою. Фазаель був старшим братом Ірода.
І Фасаель і Ірод розпочали свою діяльність за часів свого батька Антипатра, якого Юлій Цезар призначив прокуратором Юдеї для Римської республіки. Антипатр призначив Фазаеля намісником у Єрусалимі, а Ірода — намісником у Галілеї. Коли брата Фазаеля — Ірода викликали на Синедріон, він мав намір приїхати до Єрусалиму з армією та вести війну, проте Антипатру та Фазаелю вдалося переконати його задовольнитися силовими погрозами. Поки Марк Антоній був у Віфінії близько 41 р. до н. е., йому було висунуто знову звинувачення проти двох братів, які були об'єктами ненависті багатьох євреїв, але проникливому Іроду вдалося домогтися відхилення звинувачень. Однак синедріону було неможливо задовольнитися адміністраціями Ірода та Фазаеля і їм знову було пред'явлено звинувачення перед Антонієм в Антіохії. Знову звинувачення виявилися безрезультатними, бо навіть слабкий Гіркан II просив за них. Це змусило Антонія призначити їх двох тетрархами.
Тим часом Антигон ІІ Хасмоней намагався захопити єврейський престол. В Єрусалимі часто траплялися конфлікти між його прихильниками та двома братами, що було особливо небезпечно на єврейське свято Шавуот. Фазаель захищав стіни, а Ірод — палац, тим самим розгромивши антагонів. Після чого Антигон звернувся за допомогою до Парфянської імперії. Попри попередження Ірода, під приводом мирних переговорів Фазаеля заманили разом з Гірканом до табору парфянського ватажка Барзафарна. І Гіркан, і Фазаель були ув'язнені. Потім вони були передані Антигону, який понівечив Гіркана. Фазаель уник понівечення, вибив собі мозок об скелю, маючи задоволення від того, що перед смертю знав, що його брат Ірод втік з Єрусалима і перебуває в безпеці.